# Anolis caudalis
Espèce
Synonymes
- Anolis dominicensis caudalis Cochran, 1932
- Ctenonotus caudalis (Cochran, 1932)

Anolis caudalis est une espèce de sauriens de la famille des Dactyloidae.

## Répartition
Cette espèce est endémique d'Haïti. Elle se rencontre sur la côte du golfe de la Gonâve, sur l'île de la Petite Gonâve et l'île à Cabrit.

## Description
Les mâles mesurent jusqu'à 48 mm et les femelles jusqu'à 44 mm.

## Publication originale
- Cochran, 1932 : Two new lizards from Hispaniola. Proceedings of the Biological Society of Washington, vol. 45, p. 183-187 (texte intégral).